# Johann Jacob Söhnlein
Johann Jacob Söhnlein (* 18. September 1827 in Frankfurt am Main; † 24. Januar 1912 in Wiesbaden-Schierstein) gründete 1864 in Wiesbaden-Schierstein die Rheingauer Schaumweinfabrik, die später zur weltbekannten Sektkellerei Söhnlein mit den Marken Söhnlein Brillant und Rheingold wurde.

## Herkunft
Seine Eltern waren der Bendermeister Johann Gerhard Söhnlein (1791–1838) und dessen Ehefrau Clara Rosina Ettersberger (1789–1832). Er hatte mehrere Stiefbrüder aus der ersten Ehe seiner Mutter, mit denen er die „Rheingauer Schaumwein-Fabrik“ in Schierstein gründete.
Er hatte bereits mit 15 Jahren eine kaufmännische Ausbildung bei der Frankfurter Weingroßhandlung Foltz-Eberle absolviert, bei der er Kenntnisse der Wein- und speziell der Schaumwein-Herstellung erwarb. Im Jahr 1850 gründete er zusammen mit Heinrich Wilhelm Leopold Dennemann die Tabak- und Zigarrenhandlung „Söhnlein & Dennemann“ mit eigener Zigarrendreherei.
Ab 1864 führte er die Firma Söhnlein zu Weltruhm.
Seine letzte Ruhestätte fand er auf dem Nordfriedhof in Wiesbaden.

## Familie
Er heiratete Anna Maria Höser (1828–1911) aus Wiesbaden und hatte mehrere Kinder:
- Julius (1856–1942), Ingenieur und Erfinder
- Heinrich (1858–1942), Zivilingenieur und  Kaufmann in Wiesbaden
- Friedrich Wilhelm (1860–1948) preußischer Konsul ⚭ Emma Pabst (1871–1943), Tochter eines amerikanischen Bierbrauers deutscher Herkunft Frederick Pabst[2]
- Mathilde Götz (* 1857), zuletzt in der Nervenheilanstalt Kiedrich

Der Kaufmann, Journalist und Schriftsteller Friedrich Poths-Wegner war der Stiefbruder seiner Frau.